# Mars Atmosphere and Volatile Evolution
MAVEN (ang. Mars Atmosphere and Volatile EvolutioN, pol. ewolucja atmosfery Marsa i jej ulatywania) – sonda kosmiczna amerykańskiej agencji NASA, sztuczny satelita Marsa. Należy do programu Mars Scout.
Wybrana 15 września 2008 roku spośród 20 zgłoszonych na konkurs ogłoszony przez NASA we wrześniu 2006. Start sondy odbył się 18 listopada 2013 roku o 18:28 UTC z kosmodromu Cape Canaveral Air Force Station. Wejście na orbitę Marsa nastąpiło 22 września 2014 roku. Orbita MAVEN przybliży go do Marsa na odległość około 150 km i oddali do 6220 km. Po roku orbitowania wykonano cztery z planowanych pięciu zbliżeń do powierzchni Marsa na odległość 125 km.
Sonda bada atmosferę, klimat i pogodę na Marsie. Badania przeprowadzone przez statek mają pomóc odpowiedzieć na pytania dotyczące przeszłości planety, a szczególnie sposobu w jaki w przeszłości utraciła część atmosfery, kiedyś gęstszej. By się dowiedzieć, co spowodowało utratę wody, sonda zbada stosunek deuteru do zwykłego wodoru w górnych warstwach atmosfery. Podstawowa misja naukowa sondy rozpoczęła się 26 listopada 2014 roku i zaplanowana jest na jeden ziemski rok, po tym czasie MAVEN pozostanie na orbicie i będzie nadal zbierała dane.
Sonda przekazała pierwsze zdjęcia górnych warstw atmosfery Marsa wykonane w ultrafiolecie. Widoczna jest rozległa chmura atomowego wodoru i znacznie ciaśniejszą otoczkę atomowego tlenu. Gazy te powstają w wyniku dysocjacji pary wodnej i ditlenku węgla (CO2), które są obecne w atmosferze planety.
Planowanie misji rozpoczęło się w 2009 roku przez University of Colorado, z dotacji celowej o wartości 6 mln USD. Planowany całkowity koszt misji to 671 mln USD. Projektem kieruje Centrum Lotów Kosmicznych imienia Roberta H. Goddarda. Statek zbudowała firma Lockheed Martin Space Systems w oparciu o sondy 2001 Mars Odyssey i Mars Reconnaissance Orbiter.